# Неозбиљни Бранислав Нушић
Неозбиљни Бранислав Нушић је југословенска телевизијска драма из 1986. године. Режирао је Александар Ђорђевић, а сценарио је написао Миодраг Ђурђевић према личности Бранислава Нушића.